# Mikhail Kadets
Mikhail Iosiphovich Kadets (russe : Михаил Иосифович Кадец, ukrainien : Михайло Йосипович Кадець, parfois translittéré comme Kadec, né le 30 novembre 1923 - mort le 7 mars 2011) est un mathématicien juif d'origine ukrainienne-soviétique travaillant en analyse et en théorie des espaces de Banach,,.

## Vie et travaux
Kadets est né à Kiev. En 1943, il a été enrôlé dans l'armée. Après sa démobilisation en 1946, il a étudié à l'Université nationale de Kharkiv et a obtenu son diplôme en 1950. Après plusieurs années à Makiïvka, il retourna à Kharkov en 1957, où il passa le reste de sa vie à travailler dans divers instituts. Il a soutenu son doctorat en 1955 (sous la direction de Boris Levin) avec une thèse intitulée « Topological Equivalence of Some Banach Spaces », et sa thèse de doctorat en 1963. Il a reçu le prix d'État de l'Ukraine en 2005.
Après avoir lu la traduction ukrainienne de la monographie de Banach, Théorie des opérations linéaires, il s'est intéressé à la théorie des espaces de Banach. En 1966, Kadets a résolu par l'affirmative le problème de Banach - Fréchet, en se demandant si tous les deux espaces de Banach de dimension infinie séparables sont homéomorphes. Il a développé la méthode des normes équivalentes, qui a trouvé de nombreuses applications. Par exemple, il a montré que tout espace séparable de Banach admet une norme différentiable de Fréchet équivalente si et seulement si l'espace dual (en) est séparable.
Avec Aleksander Pełczyński, il a obtenu des résultats importants sur la structure topologique des espaces Lp.
Kadets a également apporté plusieurs contributions à la théorie des espaces normés de dimension finie. Avec M. G. Snobar (1971), il a montré le théorème de Kadets-Snobar (de) énonçant que tout sous-espace n- dimensionnel d'un espace de Banach est l'image d'une projection de norme au plus √n . Avec V. I. Gurarii et V. I. ;Matsaev, il a trouvé l'ordre de grandeur exact de la distance de Banach–Mazur entre les espaces n ℓ(su)<br /> ℓ(su) et ℓ(su)<br /> ℓ(su) .
En analyse harmonique, Kadets a prouvé (1964) ce qu'on appelle maintenant le théorème de Kadets qui stipule que, si | λ n − n | ≤ C <  pour tout nombre entier n, la suite (exp (i λ n x)) n ∈ Z est une base de Riesz dans L 2 [- π , π ].
Kadets était le fondateur de l'école de Kharkov des espaces de Banach. Avec son fils Vladimir Kadets, il a écrit deux livres sur les séries dans les espaces de Banach.

## Publications
- (en) M. I. Kadets et Boris Levitan, « Banach space », dans Michiel Hazewinkel, Encyclopædia of Mathematics, Springer, 2002 (ISBN 978-1556080104, lire en ligne)